# Rajiv Gandhi Sea Link
Der Rajiv Gandhi Sea Link (Bandra-Worli Sea Link, वांद्रे वरळी सेतू) ist eine Schrägseilbrücke in der Bucht von Mahim bei Mumbai, Bundesstaat Maharashtra, Indien. 
Die Straßenbrücke verbindet Bandra und Worli Mahim Bay und ist achtstreifig. Für alle Fahrzeuge besteht Mautpflicht.
Das Bauwerk war der erste Teil des übergeordneten West Island Freeway-Projekts. Auftraggeber war die Maharashtra State Road Development Corporation Limited (MSRDC). Generalbauunternehmer war die Hindustan Construction Company.

## Geschichte
Die Grundsteinlegung erfolgte 1999. Die Fertigstellung der 5,6 km langen Brücke war zunächst für Dezember 2008 vorgesehen. Sie wurde am 24. März 2010 fertiggestellt. Diese Brücke über die Meeresbucht löste die Mahatma Gandhi Setu (Straßenbrücke aus 1972/1982 mit 5,575 km den Ganges überspannende Länge) als längste Brücke Indiens ab und wurde ihrerseits durch die 2024 eröffnete Brücke Mumbai Trans Harbour Link (21,8 km) abgelöst.